# کردستان عراق

نقشه تقریبی منطقه کردنشین عراق

کردستان عراق یا جنوب کردستان (کردی: باشووری کوردستان) به بخش پرجمعیت کرد شمال عراق اشاره دارد. این بخش یکی از چهار بخش «کردستان» در آسیای غربی در نظر گرفته می‌شود که بخش‌هایی از جنوب شرقی ترکیه (کردستان شمالی)، شمال سوریه (کردستان غربی)، و شمال غربی ایران (کردستان شرقی) را نیز شامل می‌شود. بیشتر منطقه جغرافیایی و فرهنگی کردستان عراق بخشی از اقلیم کردستان (KRI) است که به عنوان یک منطقه خودمختار توسط قانون اساسی عراق به رسمیت شناخته شده است. دولت اقلیم بر سر اداره مناطق خارج از قلمرویش، با دولت مرکزی عراق اختلاف دارد. مانند بقیه کردستان و برخلاف اکثر مناطق دیگر عراق، این منطقه داخلی و کوهستانی است.

## واژه‌شناسی

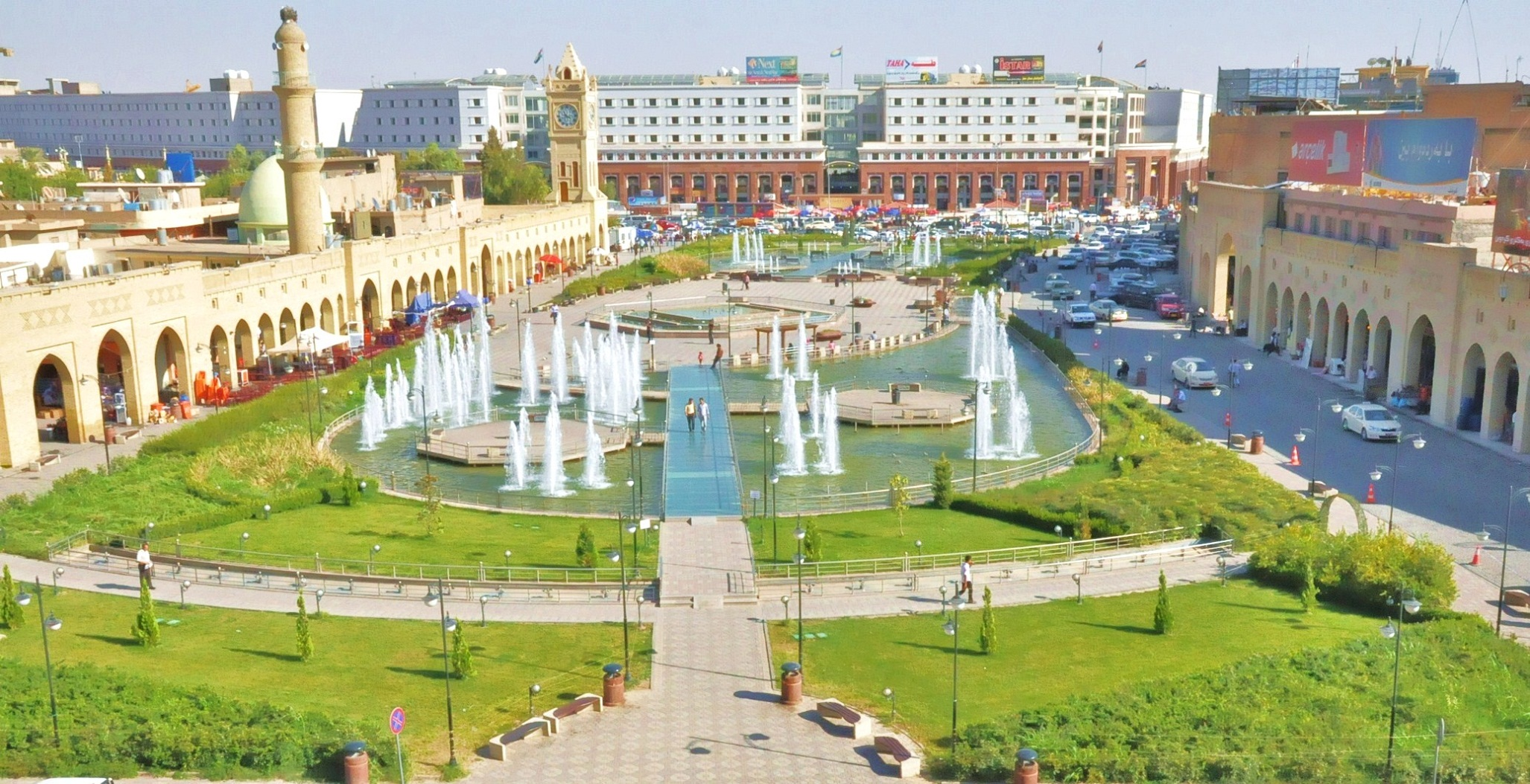
اربیل، پایتخت اقلیم کردستان

در شرفنامه‌هایی چون بدلیسی واژه «کُرد» را به مردمانی جنگجو و شمشیرزن گفته‌اند در برخی منابع نیز واژه کرد را به معنی مردمانی دلیر شناخته‌اند. ترجمه تحت اللفظی برای کردستان «منطقه کردها» است.
این نام پیش‌تر «کوردستان» نیز نوشته می‌شد. یکی از نام‌های باستانی کردستان «کردوئنه» است.

## ریشه‌شناسی

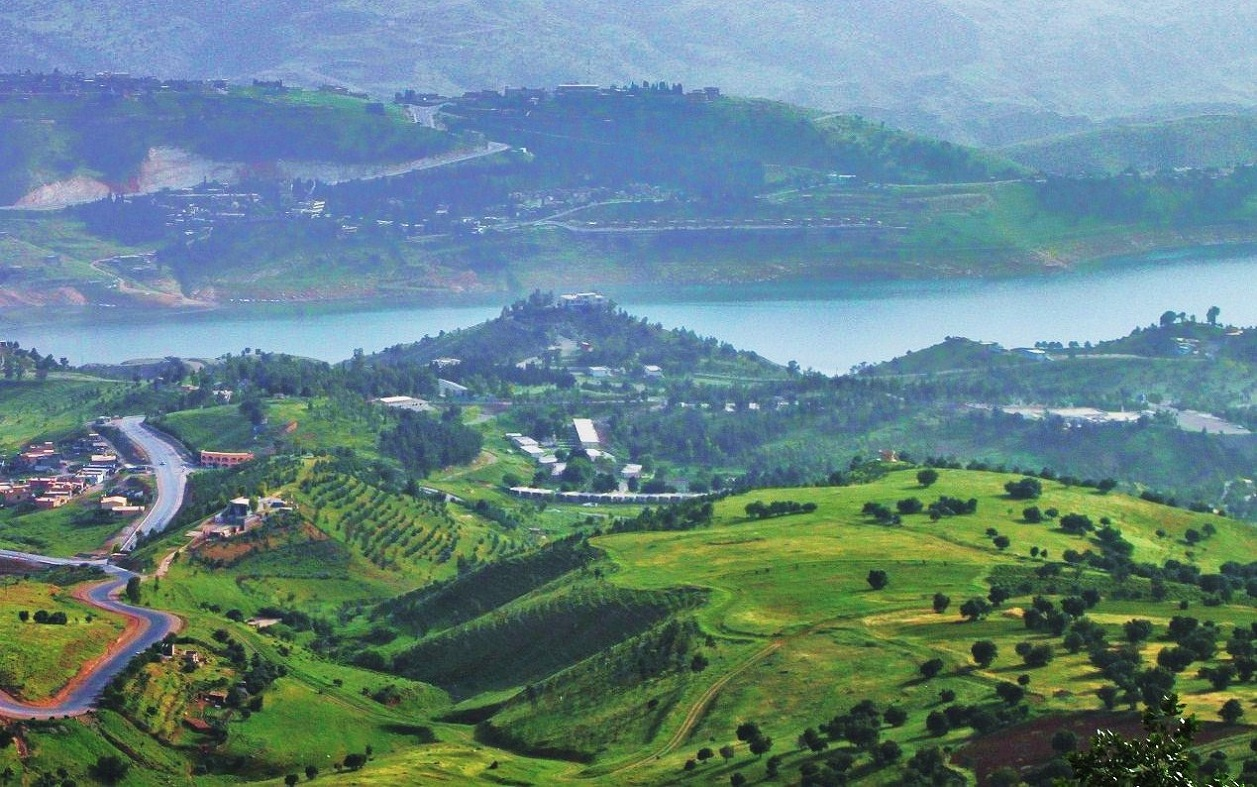
دریاچه دوکان

ریشه دقیق نام کرد نامشخص است. پسوند -ستان یک اصطلاح ایرانی برای منطقه است. ترجمه تحت اللفظی کردستان «سرزمین کردها» است. این نام قبلاً (Curdistan) نیز نوشته می‌شد. یکی از نام‌های باستانی کردستان کوردوئن است.

## اقتصاد

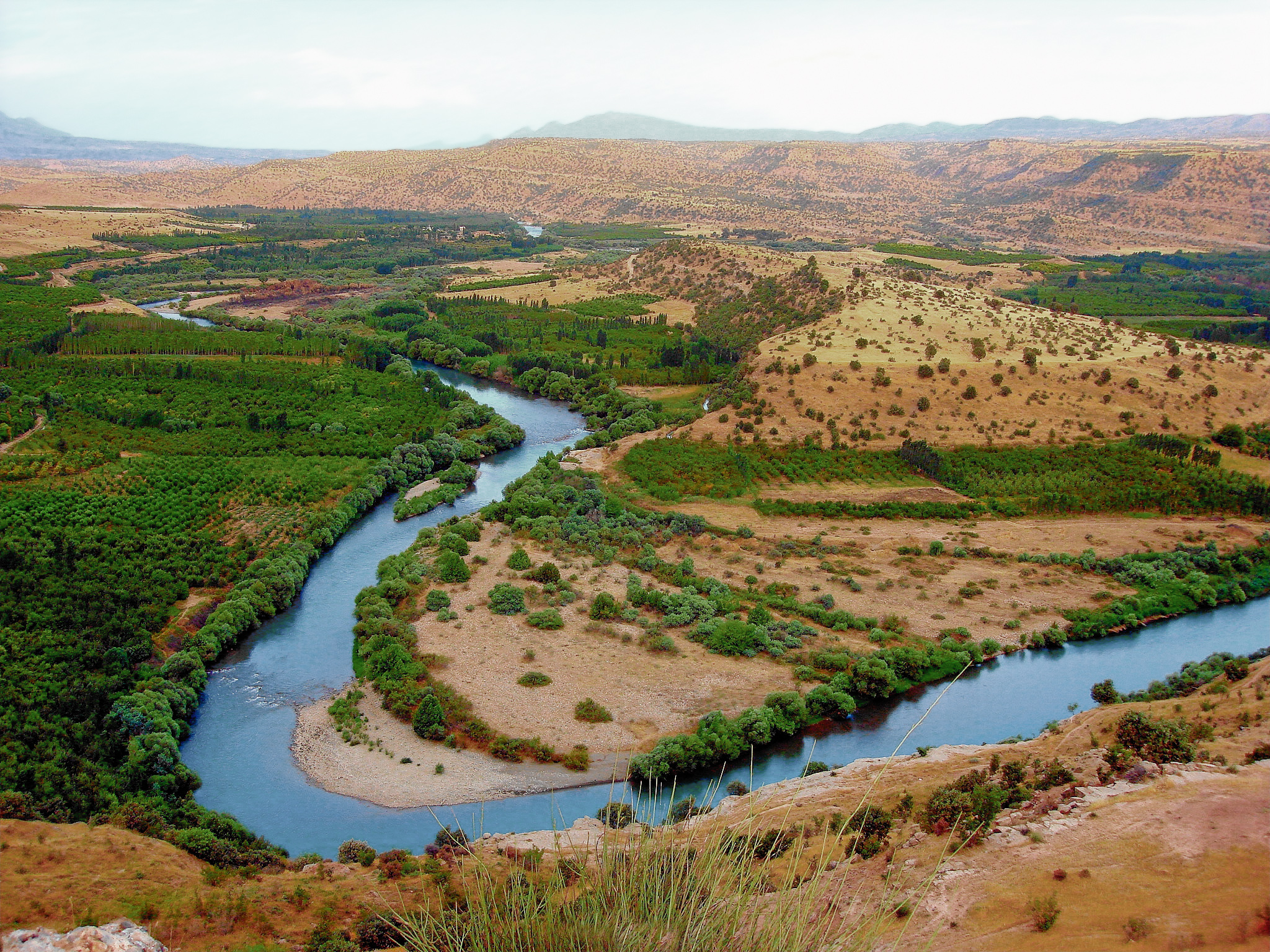
رودخانه زاب بزرگ در نزدیکی اربیل

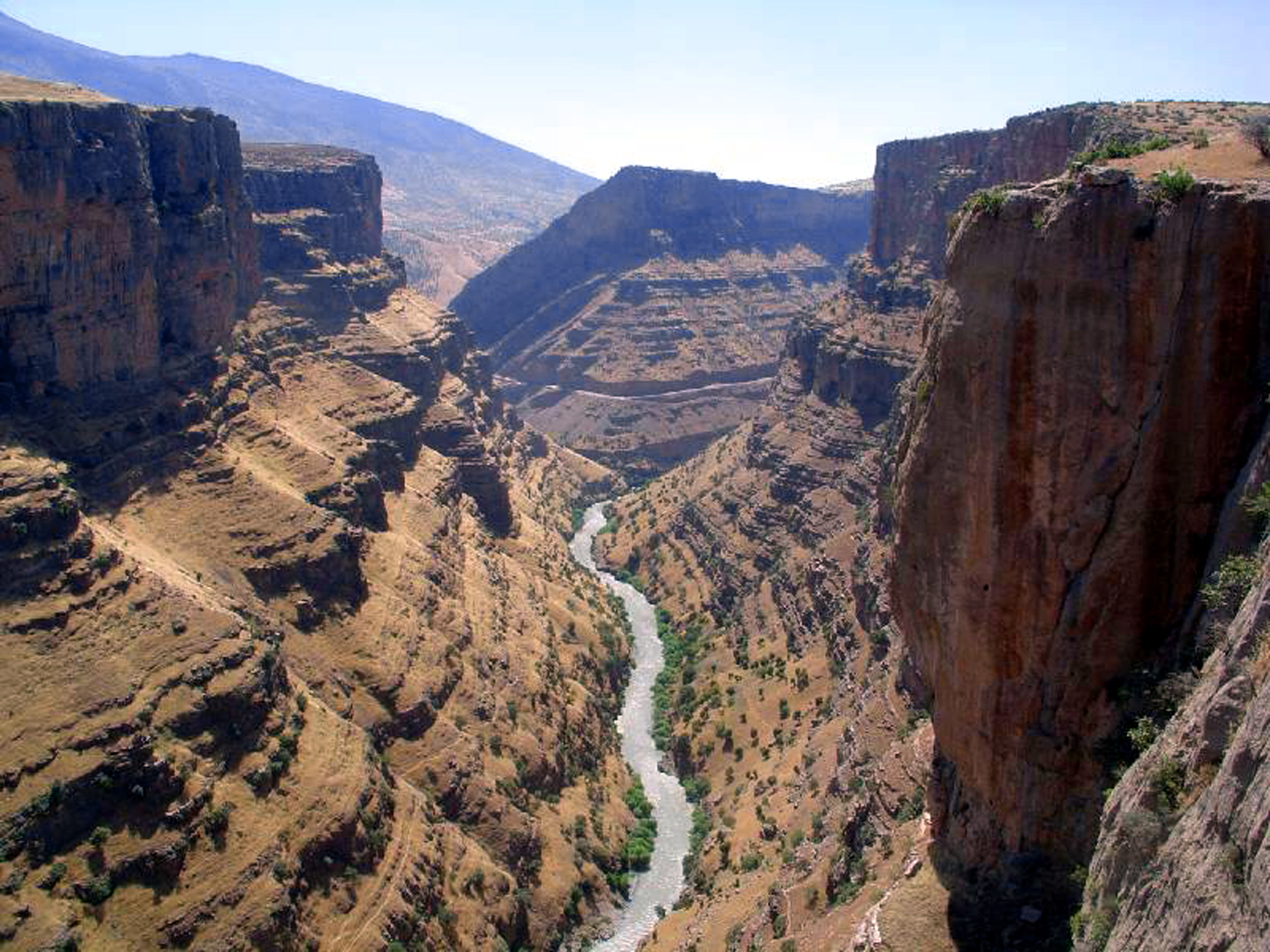
دره ای در نزدیکی شهر شمالی رواندز

استان‌های، کرکوک، دهوک، اربیل، حلبچه و سلیمانیه از نظر زمین‌های کشاورزی غنی هستند که گندم و غلات دیگر در آنجا کشت می‌شود. بیشتر مناطق دیم هستند، اما برخی سیستم‌های آبیاری کوچکتر نیز وجود دارد. گردشگری شاخه دیگری است که توجه دولت اقلیم کوردستان را به خود جلب می‌کند. در سال ۲۰۱۴ میلادی، اربیل به عنوان پایتخت گردشگری توسط شورای عرب گردشگری اعلام شد.

## روابط ایران و کردستان
پیش از جنگ چالدران، سلطان سلیم اول عثمانی توانست ممالیک را تصرف کند. مناطق کُرد نشین شمال آن از جمله البستان و مرعش را به امپراتوری عثمانی ضمیمه کند. ممالیک توسط موسی از بازماندگان سلسله ایوبی تأسیس شده بود. در نتیجهٔ جنگ چالدران، عراق و آناتولی شرقی از ایران صفوی جدا شد که شامل نواحی کُرد نشین از جمله اردهان، ارزنجان، دیاربکر، اربیل و دیاله می‌شدند.
هیزول‌ها قبیله ای کُرد در ترکیه، سوریه و عراق در پیوند با ایل خزل از ایلات کُرد فیلی ایران اند. آنان از طرفداران صفویه و از قزلباش‌ها بودند. پس از جنگ چالدران هیزول‌ها در ماردین-دیاربکر به مبارزاتشان ادامه دادند و شکست خوردند. در شورش شاه اسماعیل دوم که در سال ۱۵۷۷ تا البستان گسترش یافت، قبیله هیزولی از پیشروان شورش بود. در این شورش طوایف خیسور (Xisor) و کاوی (Kavi) نیز شرکت داشتند.
اقوام مرزنشین کرد همچون اقوام حیدران و سیپکی روابط میان دو امپراتوری عثمانی و ایران را سخت کرده بود. درویش پاشا، اقوام کرد سیپکی را تبعید و در ارچش اسقرار داد و از باز پس فرستادن آنان اجتناب نمود. سپس ایران لشکر گرد آوری نمود و جنگ عثمانی و ایران در سال ۱۸۲۱ شروع شد. شمیم در کتاب خود، در مورد نقش ایل ملکشاهی چمزی به ریاست و سرداری پهلوان موسی خمیس و حسن خان والی- والی ایلام و لرستان - که در رکاب محمد علی میرزا دولتشاه شاهزاده قاجار و فرزند فتحعلی شاه قاجار بوده‌اند و به دولت عثمانی حمله برده و بغداد را محاصره کرده‌اند، چنین نوشته است: «سپاه دیگر ایران به فرماندهی دولتشاه، در حوالی شهر زور و کنار سیروان رود با کمک حسن خان فیلی و جنگجویان فیلی پشتکوه به خصوص ایل ملکشاهی چمزی (سند فتح نامه) سپاه محمد آقای کهیا و محمود پاشا را شکست دادند و فراریان ترک را تا کرکوک عقب راندند (اواخر ذو الحجه ۱۲۳۶و اوایل محرم ۱۲۳۷ هجری قمری). دولتشاه سلیمانیه را متصرف شد و از راه سامرا به طرف بغداد حمله برد. داودپاشا، حاکم بغداد، در محاصره افتاد و شیخ موسی پسر شیخ جعفر نجفی را برای شفاعت نزد دولتشاه فرستاد. اتفاقاً دولتشاه در همان اوقات بیمار شد و در محل طاق کسری وفات یافت(۲۶ صفر ۱۲۳۷ هجری قمری) عباس میرزا در سال ۱۸۲۱ حملات خود را به منطقه آناتولی شرقی آغاز نمود. نیروهای ایران و عثمانی در منطقه نزدیک به دریاچه وان با یکدیگر روبرو شدند. این نبرد که به نبرد ارزروم نیز مشهور است، به پیروزی ایرانیان منجر شد. ولی بعد سپاه ایران به وبا دچار شده و فتحعلی شاه مجبور به صلح گشت. و پیمان ارزروم منعقد شد.
حکومت پهلوی از قیام شیخ محمود برزنجی و مردم کرد علیه استعمار بریتانیا در عراق و شورش آرارات در ترکیه طرفداری کرد اما در مورد محمود خان دزلی چنین نبود. او در سال ۱۹۱۹ میلادی با درخواست شیخ محمود حفیدزاده برزنجی، سلیمانیه را که در اشغال انگلستان بود آزاد کرد و ۲۰۰ نفر از نیروهای آنان از جمله کاپیتان دانلیس، حاکم سیاسی بریتانیا در سلیمانیه را اسیر کرد. پس از تصرف سلیمانیه و جنگ دربند بازیان، محمودخان به دزلی که روستایی مرزی در کردستان ایران است بازگشت. دولت پهلوی وی را به سنندج دعوت کرده و او را دستگیر و در شهر آبادان به تحویل انگلستان داد. او تا سال ۱۹۲۱ در هندوستان زندانی بود و پس از آزادی و بازگشت به ایران به دستور رزم‌آرا، مسموم شد و بعد از ۹ روز درگذشت.
اوج حرکات سیاسی و نظامی ایل بارزان به ایام تصدیگری شیخ عبدالاسلام دوم و پدر ملا مصطفی بارزانی برای رهایی از سلطه نظامی عثمانی و پیروزی آنان بازمی‌گردد.
در اوایل دهه ۱۹۷۰، کردها یک رهبر (تقریباً) بلامنازع به نام ملا مصطفی بارزانی داشتند که عملاً تمام کردهای ناسیونالیست عراق را تحت رهبری خود متحد کرده بود، و همچنین عمدتاً فعالیت کردها را در ایران، ترکیه و سوریه تحت کنترل خود قرار داده بود.

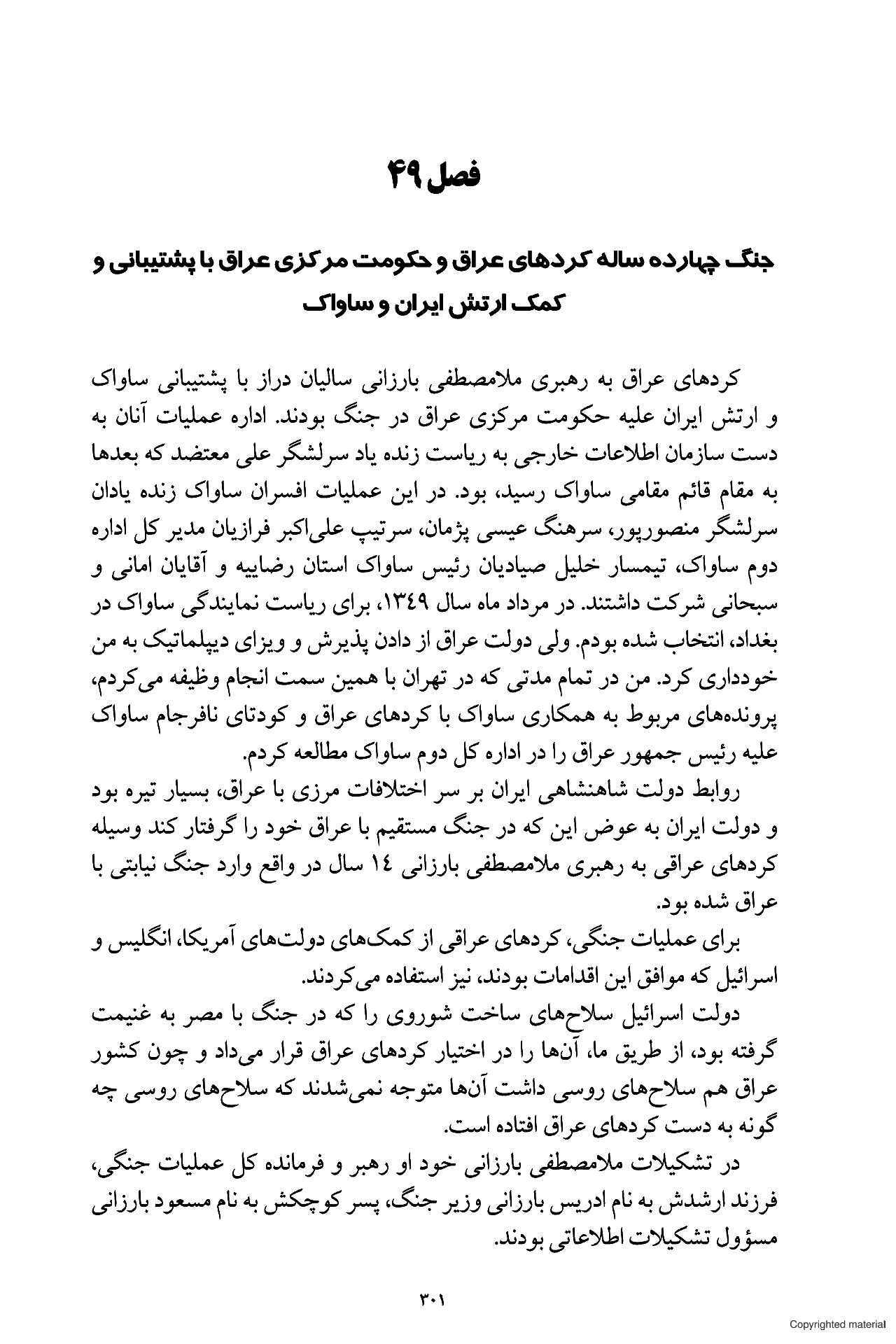
صفحات ۳۰۱ و ۳۰۲ از کتاب ساواک از تشکیل تا انحلال

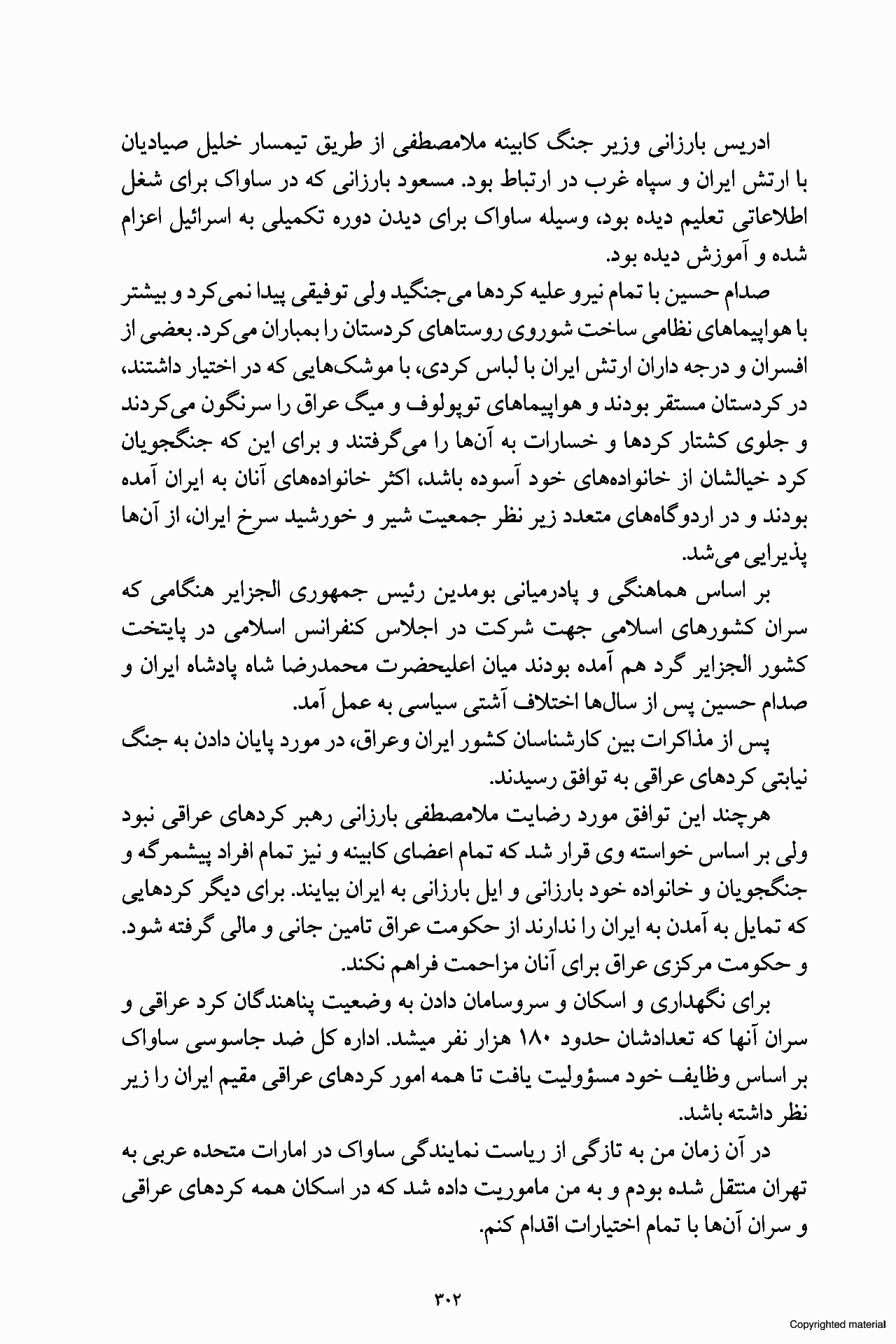

بارزانی وقتی از طرف محمدرضا پهلوی شاه ایران حمایت مالی و تسلیحاتی شدند حسن البکر ناچار شد حق خود مختاری آنان را به رسمیت بشناسد. در آن دوره توسط ساواک یک فرستندهٔ قوی نیز از خارج خریداری شده و در منطقهٔ بارزان نصب شده بود که از آن برای تبلیغات ملا مصطفی بارزانی استفاده می‌شد. انتخاب یک سرلشکر با ویژگی‌های خاص از سوی رژیم پهلوی به عنوان رابط خود با کردهای بارزانی بیانگر اهمیت وجود جبهه بارزانی برای حکومت شاه بود و در واقع همین حمایتها نیز سبب شد که عملیات‌های حکومت عراق علیه نیروهای بارزانی به نتیجه نرسد.
بارزانی پیروزی انقلاب اسلامی ایران را با خشنودی پذیرا شدند و مسعود بارزانی طی مصاحبه با روزنامه‌های داخلی و خارجی رژیم پهلوی و امپریالیسم آمریکا را به خاطر خیانت به اکراد عراق مورد حمله قرار داد. (بارزانی معتقد بود حکومت پس از قرار داد الجزایر کُرد هارا به صدام فروخت)
ملا مصطفی بارزانی به علیت سرطان خون درگذشت و جنازه اش را به اُشنویه آورده و دفن کردند. در طول جنگ ایران با عراق، مسعود بارزانی در کنار ارتش ایران با عراقی‌ها جنگید.
در کتاب سنگلدلی و سکوت نوشتهٔ کنعان مکییه آمده است: همکاری کُردها با ایران طی جنگ ایران با عراق موجب خشم صدام شد. به تعبیر یک دیپلمات خارجی خنجری بود که از پشت به صدام زده شده بود، و صدام هرگز این ضربه را فراموش نمی‌کرد (ایندپندنت به نقل از داول ۱۹۹۱). صدام انتقام آن را از بارزانی‌ها گرفت و عده ای از آنان را از دره بارزان به جنوب تبعید کرد و سپس در در مجموعه قوش تپه واقع در جنوب عراق اسکان شده بودند. تمام افراد بالاتر از سیزده سال را گرفتند و همه آنها را به قتل رساندند. حدود ۸۰۰۰ بارزانی در این کشتار کشته شدند، ارتش و افراد حزبی تمام ارزش‌ها و اخلاقیات را زیر پا گذاشتند، به زنان تجاوز می‌کردند یا آنها را به زور به معشوقهٔ خود درمی‌آوردند. مردی به من گفت: زنان خودکشی را بهتر از آن می‌دانند که در این مورد حرف بزنند و این مقدمهٔ کشتار بسیار وسیعی شد که به نام انفال شناخته شده است.
در طول عملیات انفال که از سال ۱۳۶۶ آغاز شد و طی آن ۲۰ لشکر ارتش عراق بیش از ۴۰۰۰ روستای کُرد نشین را بمباران کردند تعداد ۱۸۰٬۰۰۰ نفر (به نقل از بعضی منابع بیش از ۲۰۰٬۰۰۰ نفر) کُرد کردستان عراق را قتل‌عام شدند. تعداد کل کشته شدگان کُرد در کردستان عراق در جنگ هشت ساله ایران و عراق ۲۵۰هزار نفر گفته شده است و این در حالی است که خبرگزاری برنا آمار شهدای ایران در جنگ با عراق را ۱۹۶۸۳۷ نفر گزارش کرده است.

## لینک خارجی
- The Kurdish Institute of Paris – Provides news, bulletins, articles and conference information on the situation in Iraqi Kurdistan.
- Iraqi Kurdistan timeline
- Kurdistan's Politicized Society Confronts a Sultanistic System (Carnegie Paper)
- The Kurds of Iraq
- Kurdistan – The Other Iraq توسط Wayback Machine (بایگانی‌شده ۲۰۱۲-۰۲-۱۳)
- Baghdad Invest توسط کتابخانه کنگره بایگانی‌های اینترنت (بایگانی‌شده ۲۰۱۵-۱۱-۱۵) – Kurdistan Investment Research
- Kurds in the Contemporary Middle East